# حصيلة ثلاثية

الحصيلة الثلاثية أو خط الأساس الثلاثي أو خط القاع الثلاثي (بالإنجليزية: Triple bottom line)‏ أو كما يُعرف بـ TBL، هي منصة للمحاسبة تحتوي علي ثلاثة أجزاء: الاجتماعي، البيئي والمالي. وقد اعتمدت بعض المنظمات منصة الـ TBL لتقييم أدائهم في منظور أوسع لخلق قيمة تجارية أكبر. يدعي كاتب الأعمال جون إلكينجتون أنه صاغ هذه العبارة في عام 1994.

## الخلفية
في المحاسبة التجارية التقليدية والاستخدام الشائع، يشير «الخط الأدنى» إلى «الربح» أو «الخسارة»، التي يتم عادة تسجيلها في الخلاصة النهائية في بيان الإيرادات والمصروفات. خلال الخمسين سنة الماضية، ناضل أنصار البيئة والمدافعون عن العدالة الاجتماعية ليقدموا تعريفا أوسع عن الخط الأدني في الوعي العام من خلال إدخال محاسبة التكاليف الكاملة. على سبيل المثال، إذا أظهرت شركة ما ربحًا نقديًا، ولكن مناجمهم للأسبست تسبب الآلاف من الوفيات الناجمة عن داء الأسبست، وإستخراجهم للنحاس يلوث النهر، وينتهي الحال بالحكومة بإنفاق أموال دافعي الضرائب على الرعاية الصحية وتنظيف الأنهار، كيف نقوم بتحليل كامل للتكلفة والفائدة المجتمعية ؟ خظ الأساس الثلاثي يضيف خظين أخرين: الاهتمامات الاجتماعية والبيئية.مع اعتماد الأمم المتحدة والـ ICLEI لمعايير TBL للمحاسبة الحضرية والمجتمعية في أوائل عام 2007 , أصبح هذا النهج السائد في محاسبة التكاليف العامة للقطاع العام. تنطبق معايير الأمم المتحدة المماثلة على قياسات رأس المال الطبيعي ورأس المال البشري للمساعدة في القياسات المطلوبة من قبل TBL ، مثلا معيار EcoBudget لتقديم تقرير عن البصمة البيئية. استخدام TBL واسع الانتشار إلى حد ما في وسائل الإعلام في جنوب أفريقيا، مثلما ذكر في دراسة الصحف الوطنية في جميع أنحاء العالم 1990–2008 .

## تعريفها
عرفت التنمية المستدامة من قبل لجنة بروندتلاند التابعة للأمم المتحدة في عام 1987. توسع الحسابات التي تأخذ الحصيلة الثلاثية بعين الاعتبار إطار السجلات التقليدي ليأخذ بالحسبان الأداء البيئي والاجتماعي بالإضافة إلى الأداء المالي.
في عام 1981، كان فرير سبريكلي أول من صاغ الحصيلة الثلاثية في ورقة أسماها تدقيق حسابات اجتماعي – أداة إدارية للعمل التعاوني. في هذا العمل، رأى أن الشركات يجب أن تقيس وتسجل كلًا من الأداء المالي، وخلق الثروات الاجتماعية، والمسؤولية البيئية. اكتملت صياغة مصطلح «الحصيلة الثلاثية» بشكل أشمل على يد جون إلكينغتون في كتابه الصادر عام 1997 آكلو لحوم بشر ذوو شوك: الحصيلة الثلاثية لأعمال القرن الحادي والعشرين، وتبنى فيه تساؤلًا طرحه الشاعر البولندي ستينسلو ليك: «هل يعد تقدمًا استخدام آكلي لحوم البشر للشوك؟» في السطر الأول لفاتحة كتابه. يقترح إلكنغتون أن ذلك من الممكن، وخصوصًا في حالة «الرأسمالية المستدامة»، حيث تسعى الشركات للمحافظة على مواضعها النسبية عن طريق مواجهة قضايا الكوكب والناس بالإضافة إلى تعظيم الربح.
أسست مجموعة استثمار في الحصيلة الثلاثية تروج لهذه المبادئ وتدعو لها في 1998 على يد روبرت ج. روبنشتاين.
لإصدار التقارير الخاصة بجهودهم يمكن للشركات أم تظهر التزامها بالمسؤولية المجتمعية للشركات عن طريق ما يلي:
- الانخراط على المستوى الأعلى (الرئيس التنفيذي، مجلس الإدارة)
- الاستثمار في السياسات
- البرامج
- التوقيع على الالتزام بمعايير طوعية
- المبادئ (مبادئ الميثاق العالمي للأمم المتحدة-سيريس)
- التقارير (المبادرة العالمية للتقارير)

يتطلب مبدأ الحصيلة الثلاثية أن تكون مسؤولية الشركة تجاه أصحاب المصالح وليس المساهمين في الشركة وحسب. في هذه الحالة، يشير «أصحاب المصالح» إلى أي أحد متأثر -سواءً بشكل مباشر أو غير مباشر- بأفعال الشركة. من الأمثلة على أصحاب المصالح الموظفون والزبائن والموردون والسكان المحليون والوكالات الحكومية والدائنون. وفقًا لنظرية أصحاب المصالح، فإن مؤسسة الأعمال يجب أن تستخدم وسيلةً لتنسيق مصالح أصحاب المصالح، عوضًا عن تعظيم أرباح المساهمين (المالكين). يتزايد عدد المؤسسات المالية التي تدخل منهجية الحصيلة الثلاثية في أعمالها. وهذه المنهجية في أساس أعمال المصارف في التحالف العالمي للمصارف في مجال القيم المصرفية على سبيل المثال.
تفسر شركة أفّالون إنترناشيونال بريدز الحصيلة الثلاثية بأنها تتكون من «الأرض»، و«المجتمع»، و«الموظفين».

### الخطوط الثلاثة للحصيلة الثلاثية
تتكون الحصيلة الثلاثية من القسط الاجتماعي، والعوامل الاقتصادية، والعوامل البيئية. صيغت عبارة «الناس، الكوكب، الربح» لوصف الحصيلة الثلاثية وهدف الاستدامة من قبل جون إلكينغتون في عام 1994 عندما كان في سستاين أبيليتي، واستخدمت لاحقًا عنوانًا لأول تقارير الاستدامة لشركة النفط الإنجليزية الهولندية شيل. ونتيجةً لذلك، فمن البلدان التي تجذر فيها مفهوم الحصيلة الثلاثية بقوة هولندا.

#### الناس، خط القسط الاجتماعي في الحصيلة الثلاثية
يشير الناس، أو القسط الاجتماعي، أو رأس المال البشري إلى الممارسات التجارية المنصفة والمفيدة تجاه العمال والمجتمع والمنطقة التي تدير فيها الشركة أعمالها. تصوغ الشركة التي تنتهج الحصيلة الثلاثية بنيةً اجتماعيةً تبادليةً تكون فيها مصالح الشركة والعمال وأصحاب المصالح الأخرى متقاطعةً فيما بينها.
تسعى المؤسسة التي تنتهج الحصيلة الثلاثية لتوفير المنافع للعديد من الهيئات دون استغلال أي منها أو تعريض أي منها للخطر. من المزايا الشائعة إعادة توجيه حصة من الأرباح من تسويق البضائع الجاهزة إلى المنتج الأصلي للمواد الخام، كالمزارعين في ممارسة التجارة العادلة في مجال الزراعة. بتعبير ملموس، فإن الأعمال القائمة على الحصيلة الثلاثية لا تستخدم عمالة الأطفال، وتراقب كل الشركات المتعاقدة حرصًا على عدم استغلال أي منها لعمالة الأطفال، وتدفع رواتب عادلة لعمالها، وتحافظ على بيئة عمل آمنة وساعات عمل مقبولة، ولا تستغل المجتمع أو قواه العاملة بأي طريقة أخرى. تسعى الأعمال الملتزمة بالحصيلة الثلاثية عادةً أيضًا إلى «رد الصنيع» عن طريق المساهمة في قوة مجتمعها ونموه بأشياء كالرعاية الصحية والتعليم. تكميم هذا الخط من الحصيلة الثلاثية جديد نسبيًا، وهو إشكالي، وذاتي في أغلب الأحيان. طورت مبادرة التقارير العالمية توجيهات تسمح للشركات والمنظمات غير الربحية على حد سواء بتحضير التقارير عن الأثر الاجتماعي لنشاط تجاري ما.

#### الكوكب، الخط البيئي في الحصيلة الثلاثية
يشير الكوكب، أو الخط البيئي، أو رأس المال الطبيعي إلى ممارسات الاستدامة البيئية. تسعى شركة تعمل وفق الحصيلة الثلاثية لنفع النظام الطبيعي قدر الإمكان، أو تسعى على الأقل لعدم الإيذاء وتقليل الأثر البيئي إلى الحدود الدنيا. تخفض مساعي الحصيلة الثلاثية أثرها البيئي عن طريق -من بين أشياء أخرى- إدارة استهلاكها للطاقة والوقود غير المتجدد بشكل حذر وتخفيض نفاياتها الصناعية بالإضافة إلى معالجة النفايات لتصبح أقل سمية قبل التخلص منها بطريقة آمنة وقانونية. «المهد إلى اللحد» على رأس أفكار التصنيع التجاري وفق الحصيلة الثلاثية، والذي يجري عادةً تقييم دورة حياة للمنتجات لتحديد الكلفة البيئية الحقيقية من نمو المواد الخام وحصادها إلى مراحل التصنيع والتوزيع وصولًا إلى الرمي أخيرًا من قبل المستخدم النهائي.
حاليًا، تتحمل أجيال المستقبل تكاليف التخلص من المنتجات السامة أو غير القابلة للتفكك بيئيًا وماليًا، وهذا يشمل الحكومات والسكان قرب مواقع رمي النفايات وفي الأماكن الأخرى. في منظومة أفكار الحصيلة الثلاثية، لا يجب أن يترك المجتمع الشركة التي تنتج منتجات ستؤدي إلى مشاكل نفايات وتسوقها تفعل ذلك بالمجان. سيكون من المنصف أكثر أن تتحمل الشركة التي تنتج وتبيع منتجات إشكالية جزءًا من تكاليف التخلص منها في النهاية.
تتجنب شركات الحصيلة الثلاثية الممارسات المدمرة للبيئة، كصيد الأسماك الجائر أو المسببات الأخرى لنضوب الموارد. غالبًا ما تكون الاستدامة البيئية المسار الأكثر ربحيةً للأعمال التجارية على المدى الطويل. غالبًا ما تكون الحجج التي تشير إلى أن الالتزام بالمعايير البيئية أعلى كلفةً مضللةً عند تحليل المسار التجاري على فترة من الزمن. بشكل عام، فإن تكميم ومعايرة مقاييس تقارير الاستدامة يكون أفضل للمسائل البيئية منه للمسائل الاجتماعية. يوجد عدد من مؤسسات إعداد التقارير والسجلات ومن بينها المبادرة العالمية للتقارير، سيريس، مؤسسة لأجل الاستدامة (إنستيتوت فور سستينابيليتي) ومنظمات أخرى.
الخط البيئي ملازم لمفهوم الرأسمالية البيئية.

#### الربح، الخط الاقتصادي في الحصيلة الثلاثية
يتعلق الربح أو الخط الاقتصادي مع القيمة الاقتصادية التي تخلقها المنظمة بعد حذف تكاليف المدخلات كلها، بما فيها تكاليف رأس المال المجمد. لذا فهو يختلف عن تعريفات المحاسبة التقليدية للربح. في المفهوم الأصلي، في إطار مستدام، يجب أن ينظر إلى مفهوم «الربح» بوصفه النفع الاقتصادي الحقيقي الذي يتحقق للمجتمع المضيف. هو الأثر الاقتصادي الحقيقي الذي تؤثر به المنظمة على البيئة الاقتصادية. يظن عادةً -خطًا- أن هذا المفهوم يقتصر على الربح الداخلي الذي تحققه الشركة أو المنظمة (والذي يبقى على أي حال نقطة انطلاق أساسية للحساب). لذلك فإن طريقة الحصيلة الثلاثية الأصلية لا يمكن تفسيرها ببساطة بأنها الربح الحسابي التقليدي للشركة زائد الآثار الاجتماعية والاقتصادية، إلا إذا شملت «أرباح» المؤسسات الأخرى في المنافع المجتمعية.

## التشريع
أدى التركيز على الناس والكوكب والربح إلى تغيير التشريعات في جميع أنحاء العالم، في كثير من الأحيان من خلال المؤسسة الاجتماعية أو الاستثمار الاجتماعي أو من خلال تقديم نموذج قانوني جديد، مثل الشركة لمصلحة المجتمع. في الولايات المتحدة، حركة شركة المنافع (B Corp), كانت جزءًا من الدعوة لتغيير التشريعات للسماح ولتشجيع التركيز على التأثير الاجتماعي والبيئي، مع B Corp أصبح هنالك نموذج قانوني لشركة تركز علي «أصحاب المصلحة، وليس فقط المساهمين».
في غرب أستراليا، خط الأساس الثلاثي تم اعتماده كجزء من إستراتيجية الدولة للاستدامة ، وقبلتها حكومة أستراليا الغربية ولكن وضعها تم تهميشه بشكل متزايد من قبل رؤساء وزراء أستراليا الغربية اللاحقين آلان كاربنتر وكولين بارنيت.